# غوغای آنان را بشنو
غوغای آنان را بشنو (انگلیسی: Hear 'Em Rave) یک فیلم کمدی صامت کوتاه به کارگردانی گیلبرت پرت است که در سال ۱۹۱۸ منتشر شد.

## بازیگران
- هارولد لوید
- اسناب پالرد
- ببه دنیلز
- ویلیام بلیسدل
- نوآ یانگ
- لو هاروی
- باد جیمیسون
- جیمز پروت
- دوروثیا والبرت